# Le Pays réel
Le Pays réel fut un journal d'inspiration royaliste et catholique publié par le Mouvement rexiste en Belgique, tirant son titre du concept de pays réel popularisé par Charles Maurras.

## Historique
Son premier numéro paraît le 3 mai 1936 sous la direction d'Hubert d'Ydewalle. Le quotidien fait alors office de feuille de propagande rexiste à l'approche des élections législatives de 1936. Cette année-là, les tirages oscillent entre 150 000  et   200 000 exemplaires.
Le Pays réel disparait brièvement au lendemain de l'invasion allemande le 10 mai 1940 mais connait une nouvelle publication à partir du 25 août 1940 sous la direction de José Streel. Il fut également brièvement dirigé par Victor Matthys.
Tandis que Le Pays réel restait le principal journal du mouvement rexiste, un autre appelé Vers l'avenir (titre de l'hymne récupéré par le mouvement rexiste) fut publié pendant l'occupation allemande de la Belgique.